# Matthias Weckmann
Matthias Weckmann, także Wegkmann, Weykmann (ur. około 1619 w Niederdorla, zm. 24 lutego 1674 w Hamburgu) – niemiecki kompozytor i organista.

## Życiorys
Syn duchownego i organisty. W 1628 lub 1629 roku został uczniem Heinricha Schütza w Dreźnie, uczył się też śpiewu u Caspara Kittela i gry na organach u Johanna Klemma. Od 1630 roku był dyszkancistą kapeli dworskiej w Dreźnie, a od 1632 roku jednym z jej organistów. W latach 1633–1636/1637 przebywał w Hamburgu, gdzie był uczniem Jacoba Praetoriusa, Jana Pieterszoona Sweelincka i Heinricha Scheidemanna. Następnie z polecenia Heinricha Schütza udał się do Holsztynu i Danii. Po powrocie do Drezna w 1639 roku objął funkcję organisty kapeli nadwornej elektora. Między 1642 a 1646 rokiem przebywał w Nykøbing jako członek duńskiej kapeli królewskiej, następnie w latach 1647–1648 w Hamburgu i Lubece. Od 1649 do 1655 roku ponownie działał na dworze drezdeńskim, gdzie zaprzyjaźnił się z Johannem Jakobem Frobergerem. W 1655 roku został organistą kościoła św. Jakuba w Hamburgu. Przyczynił się do rozwoju życia muzycznego w mieście, w 1660 roku wspólnie z Christophem Bernhardem założył Collegium musicum, stowarzyszenie muzyczne organizujące w refektarzu katedry cotygodniowe koncerty czwartkowe.

## Twórczość
Z jego dorobku zachowało się 13 utworów wokalno-instrumentalnych, 9 pieśni, 9 sonat 4-głosowych, 2 sonaty 3-głosowe oraz kilka kompozycji na instrumenty klawiszowe. W kompozycjach wokalno-instrumentalnych widoczny jest wpływ Schütza i kompozytorów włoskich, przeważają wśród nich koncerty małogłosowe, pisane do tekstów biblijnych w języku niemieckim. Większość koncertów osadzona jest w tradycji polifonicznej i pozbawiona dramatyzmu. W dziełach organowych, szczególnie wariacjach, nawiązywał do stylu Sweelincka, stosując kontrapunkt motywiczny oraz techniki cantus firmus i kanonu, gęstą fakturę 6-głosową z podwójnym pedałem, rozbudowane figuracje na drobnych wartościach nutowych oraz efekty echa.